# Список глав государств в 160 году до н. э.
| 161 до н. э. ← Список глав государств по годам → 159 до н. э. |

## Азия
- Анурадхапура — Дутугамуну, царь (161 до н. э. — 137 до н. э.)
- Армения Великая:
  - Арташес I, царь (189 до н. э. — 160 до н. э.)
  - Артавазд I, царь (160 до н. э. — 115 до н. э.)
- Вифиния — Прусий II, царь (182 до н. э. — 149 до н. э.)
- Греко-Бактрийское царство — Эвкратид I, царь  (171 до н. э. — 145 до н. э.)
- Иберия — Саурмаг I, царь  (234 до н. э. — 159 до н. э.)
- Индо-греческое царство — Менандр I, царь  (165 до н. э. — 130 до н. э.)
- Усуньское государство — Елжау би, кунби  (177 до н. э. — 108 до н. э.)
- Каппадокия — Ариарат V Евсеб Филопатор, царь (163 до н. э. — 130 до н. э.)
- Китай (Династия Хань) — Вэнь-ди (Лю Хэн), император  (180 до н. э. — 157 до н. э.)
- Коммагена — Птолемей,  царь (163 до н. э. — 130 до н. э.)
- Корея:
  - Махан — Ан, вождь[англ.] (189 до н. э. — 157 до н. э.)
  - Пуё — Кохэса, тхандже (170 до н. э. — 121 до н. э.)
- Намвьет — Чьеу Ву-де, император (207 до н. э. — 137 до н. э.)
- Парфия — Митридат I, царь (171 до н. э. — 132 до н. э.)
- Пергамское царство — Эвмен II, царь (197 до н. э. — 159 до н. э.)
- Понтийское царство — Фарнак I, царь (190 до н. э. — 159 до н. э.)
- Сабейское царство:
  - Вахаб эль Яхиз II, царь (180 до н. э. — 160 до н. э.)
  - Карабил Ватар Юханем, царь (160 до н. э. — 145 до н. э.)
- Сатавахана — Пурнотанга, махараджа (170 до н. э. — 152 до н. э.)
- Селевкидов государство (Сирия) — Деметрий I Сотер, царь (162 до н. э. — 150 до н. э.)
- Хунну — Цзюньчэнь, шаньюй (161 до н. э. — 126 до н. э.)
- Шунга — Пушьямитра Шунга, император (185 до н. э. — 149 до н. э.)
- Япония — Когэн, тэнно (император) (214 до н. э. — 158 до н. э.)

## Африка
- Египет — Птолемей VI Филометор, царь (180 до н. э. — 164 до н. э., 163 до н. э. — 145 до н. э.)
- Киренаика — Птолемей VIII Эвергет, царь (163 до н. э. — 145 до н. э.)
- Мероитское царство (Куш) — Шанакдакете, царица (ок. 170 до н. э. — ок. 150 до н. э.)
- Нумидия — Массинисса, царь (202 до н. э. — 148 до н. э.)

## Европа
- Афины:
  - Аристол, архонт (161 до н. э. — 160 до н. э.)
  - Тихандр, архонт (160 до н. э. — 159 до н. э.)
- Боспорское царство — Перисад III, царь (ок. 180 до н. э. — ок. 150 до н. э.)
- Ирландия — Дуи Далта Дедад, верховный король (169 до н. э. — 159 до н. э.)[1]
- Одрисское царство (Фракия) — Бифис, царь (167 до н. э. — 120 до н. э.)
- Римская республика:
  - Луций Аниций Галл, консул (160 год до н. э.)
  - Марк Корнелий Цетег, консул (160 год до н. э.)

## Галерея

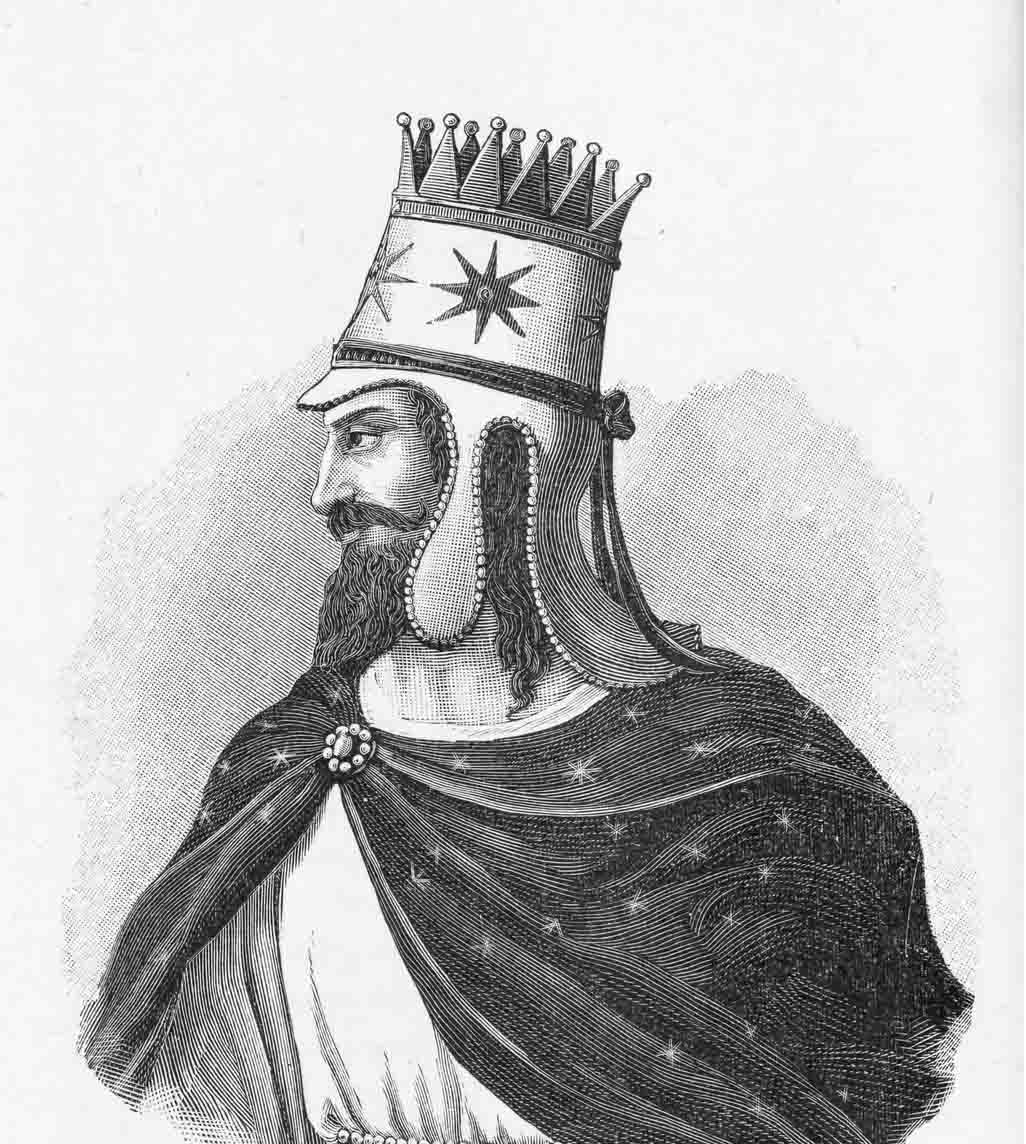
Арташес I 189 до н.э.—160 до н.э. Царь Армении
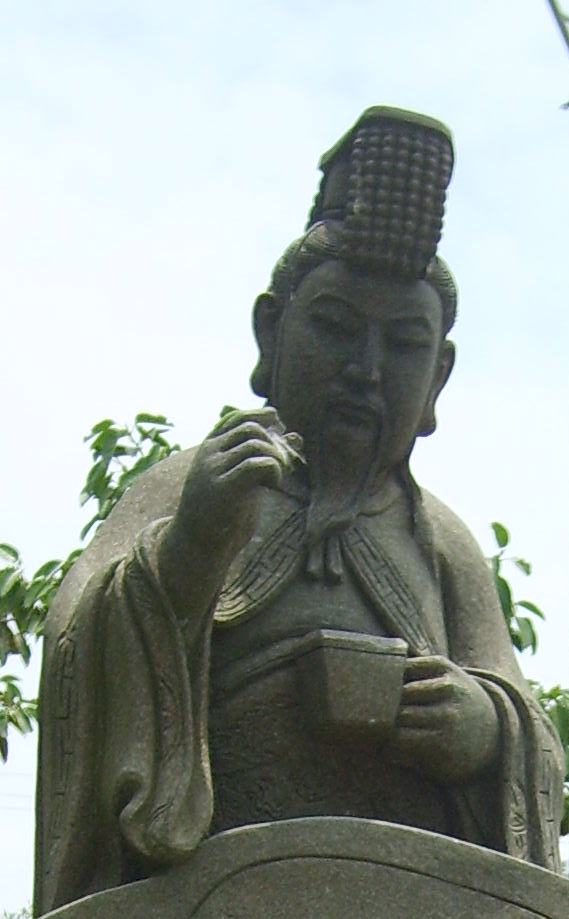
Вэнь-ди 180 до н.э.—157 до н.э. Император Китая
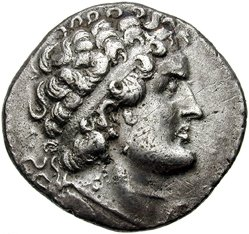
Птолемей VI Филометор 180 до н.э.-164 до н.э., 163 до н.э.—145 до н.э. Царь Египта
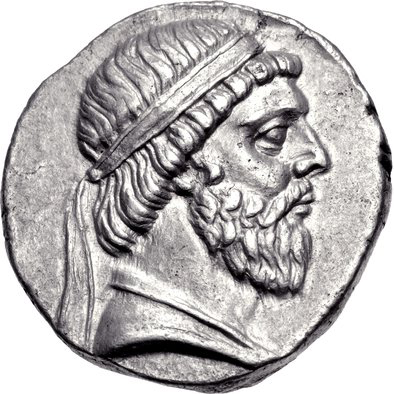
Митридат I 171 до н.э.—132 до н.э. Царь Парфии
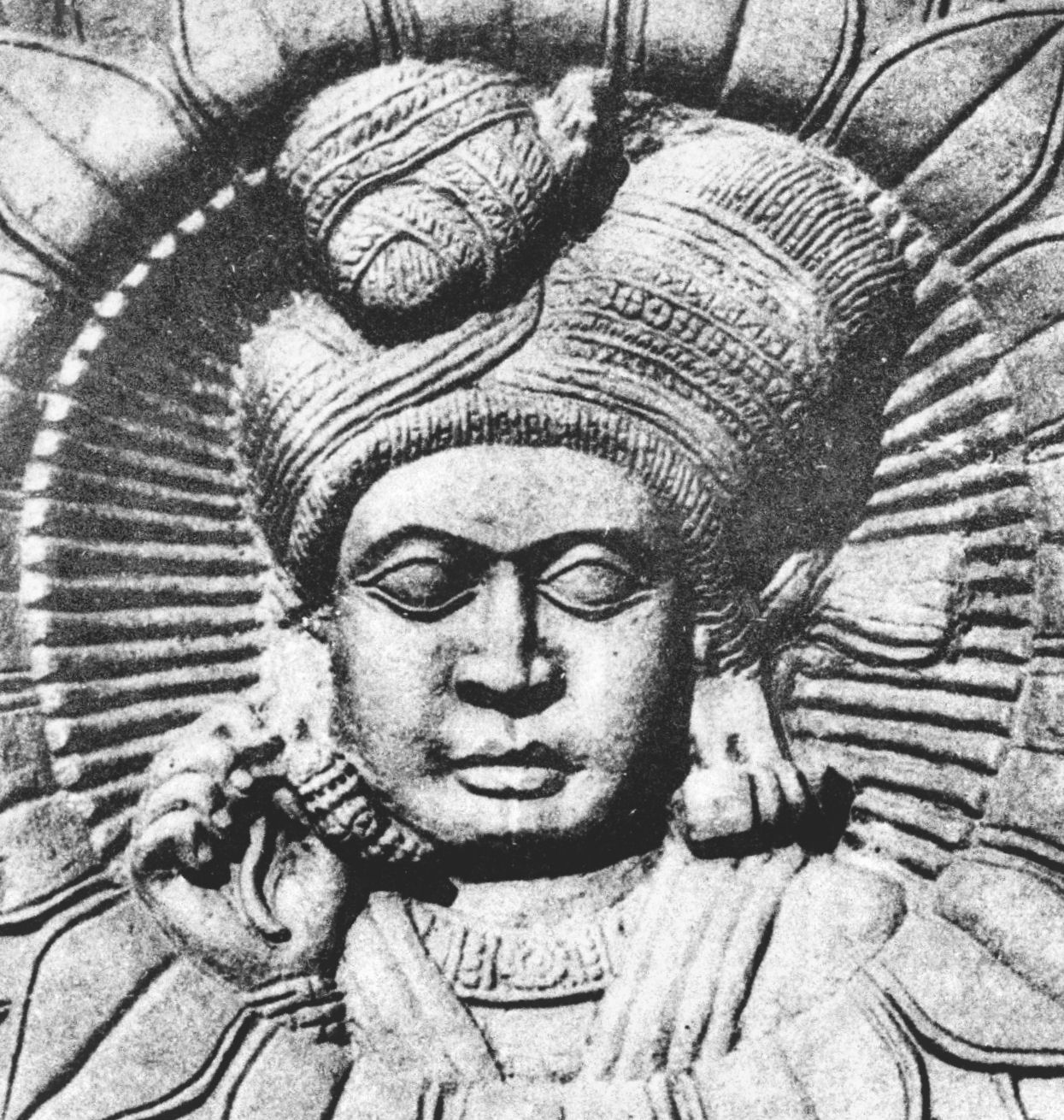
Пушьямитра Шунга 185 до н.э.— 149 до н.э. Император Шунги
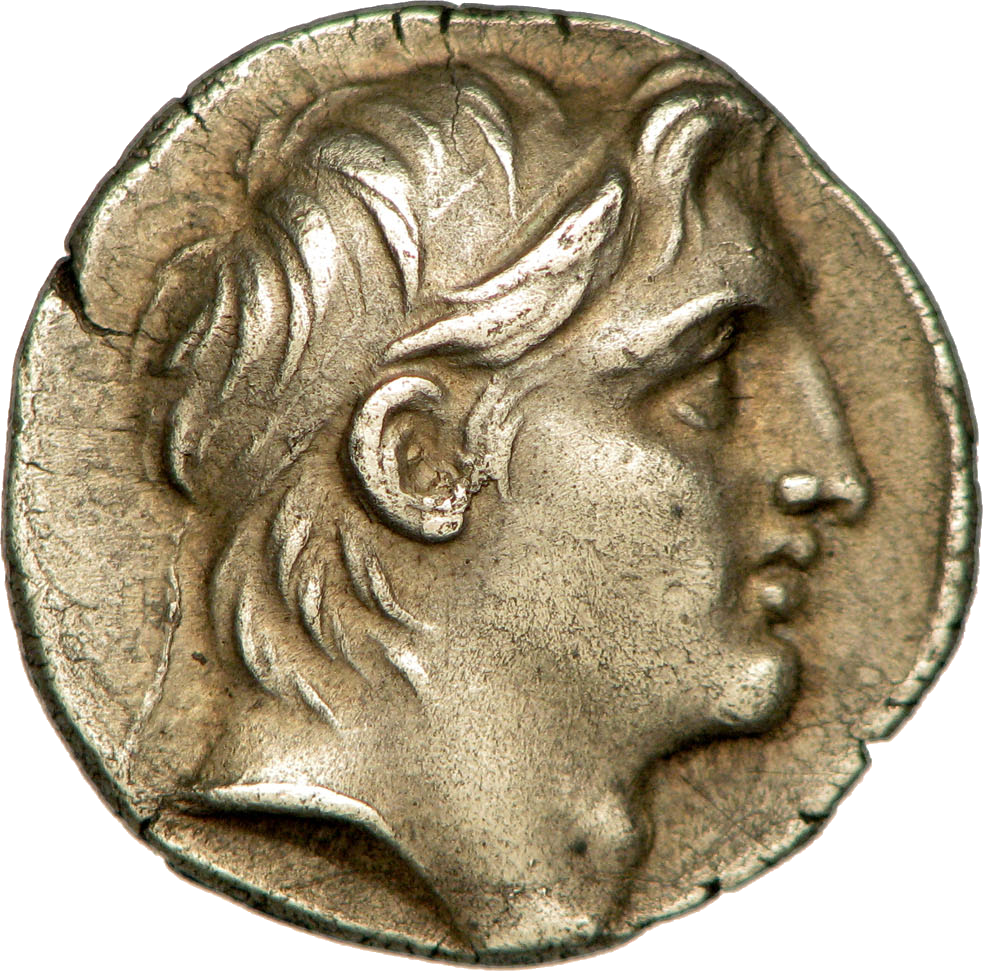
Деметрий I Сотер 162 до н.э.—150 до н.э. Царь Сирии
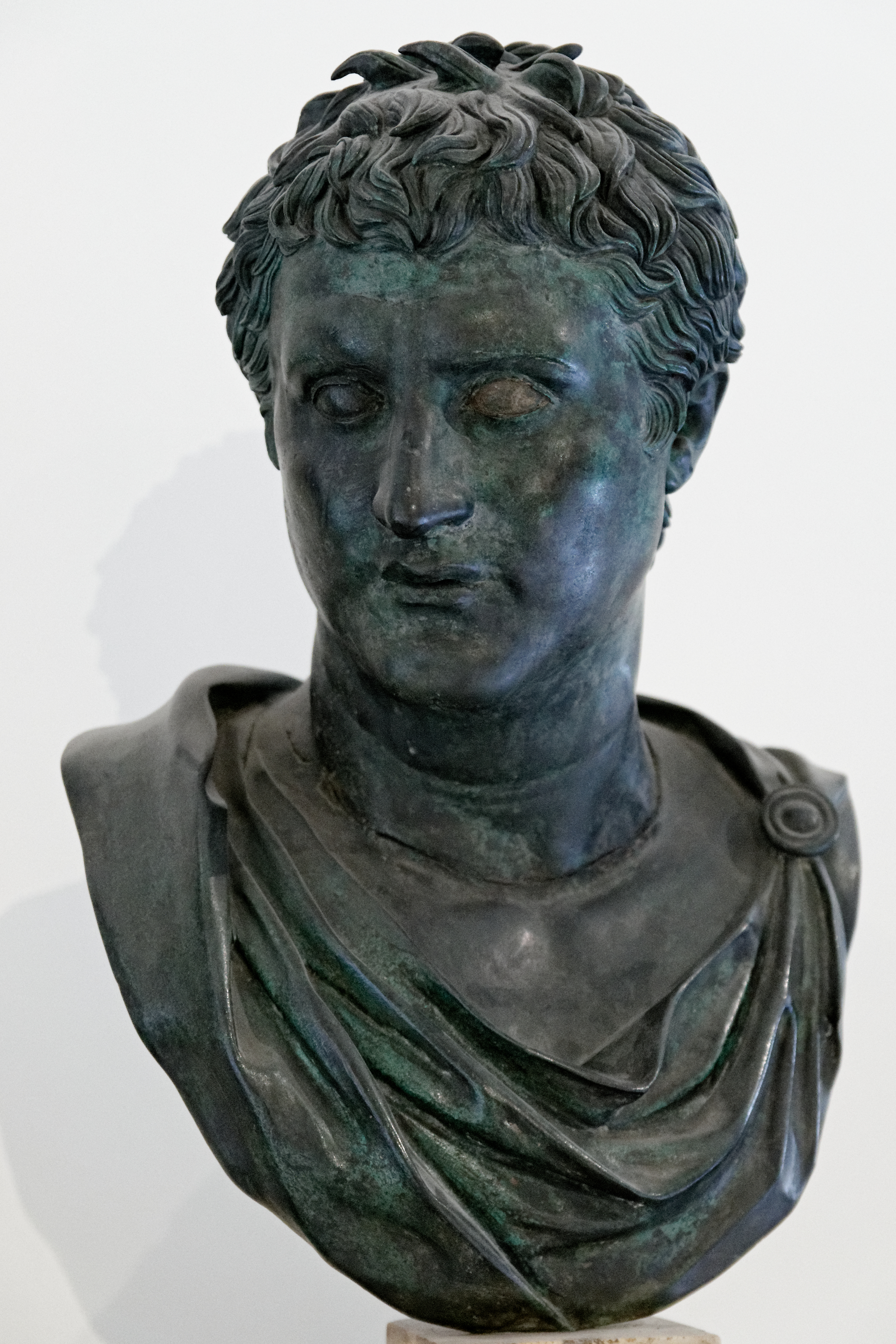
Эвмен II 197 до н.э.—159 до н.э. Царь Пергама
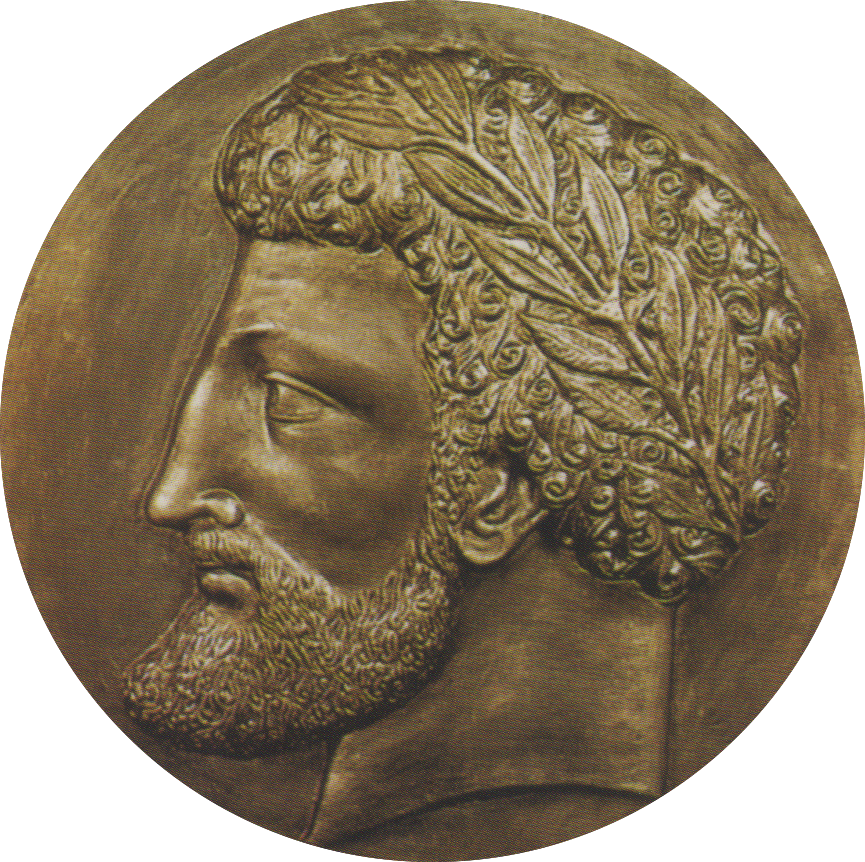
Массинисса 202 до н.э.— 148 до н.э. Царь Нумидии
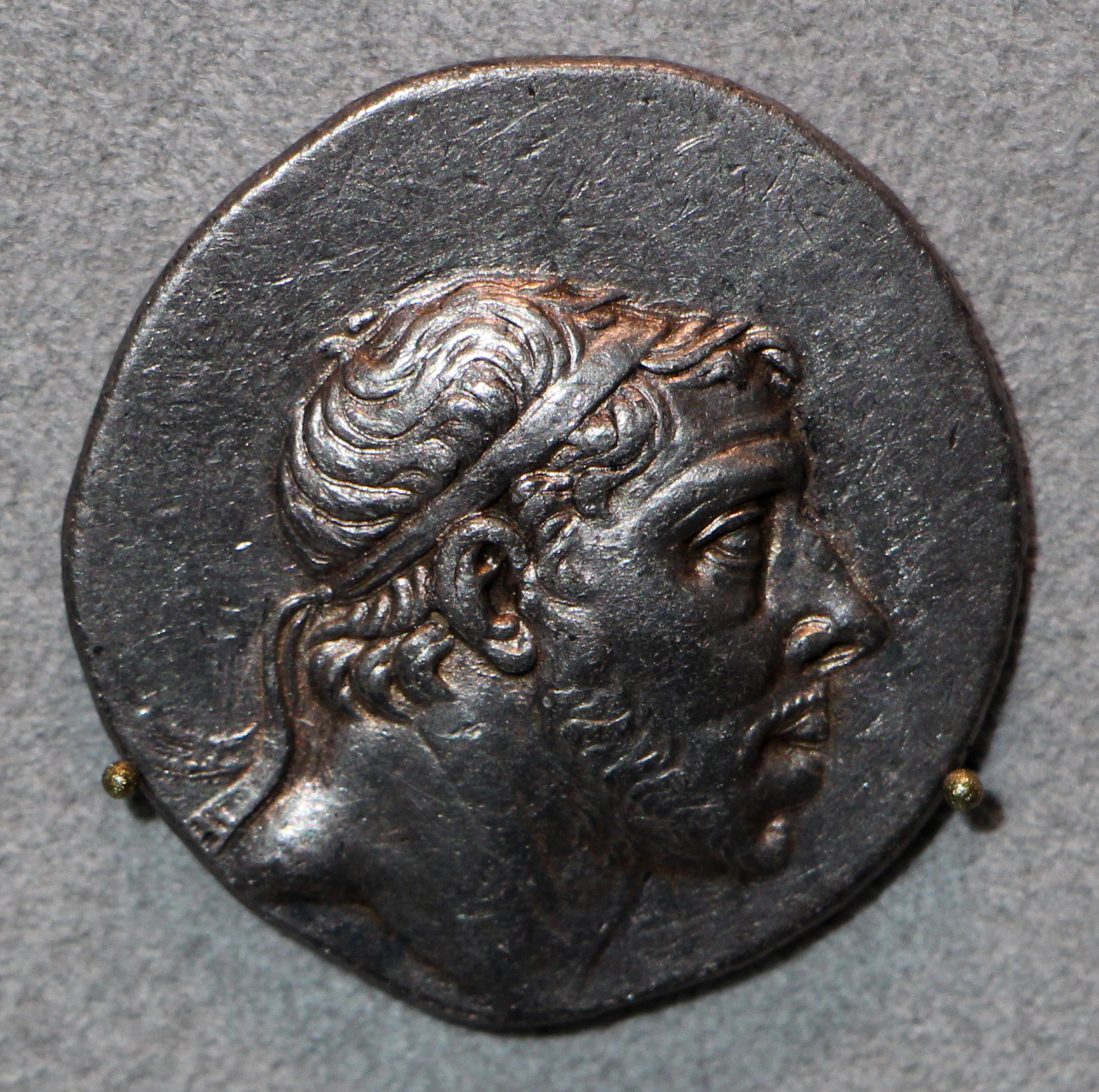
Фарнак I 190 до н.э.—159 до н.э. Царь Понта
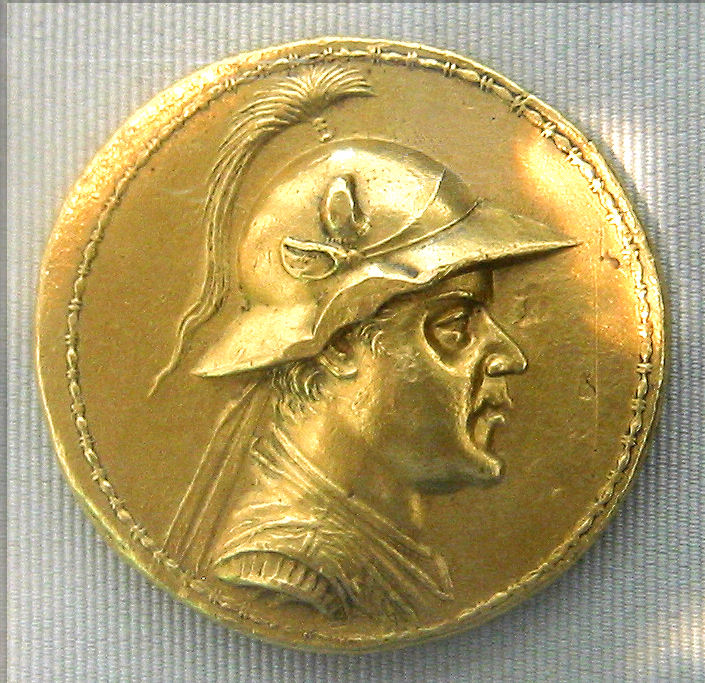
Эвкратид I 171 до н.э.—145 до н.э. Греко-бактрийский царь
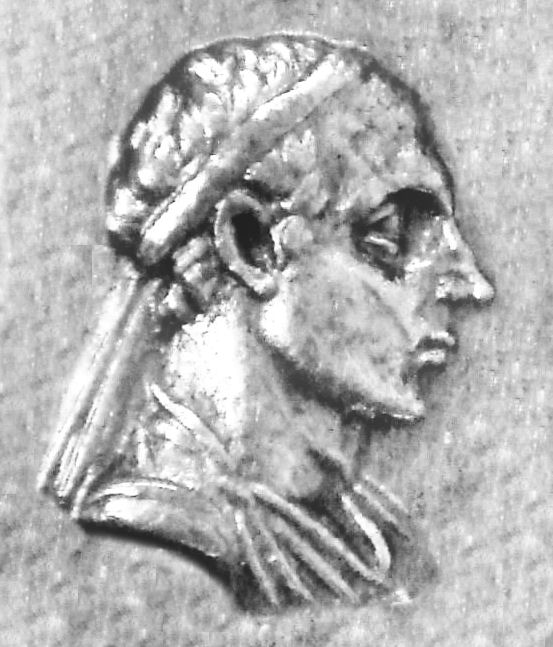
Менандр I 165 до н.э.—130 до н.э. Индо-греческий царь
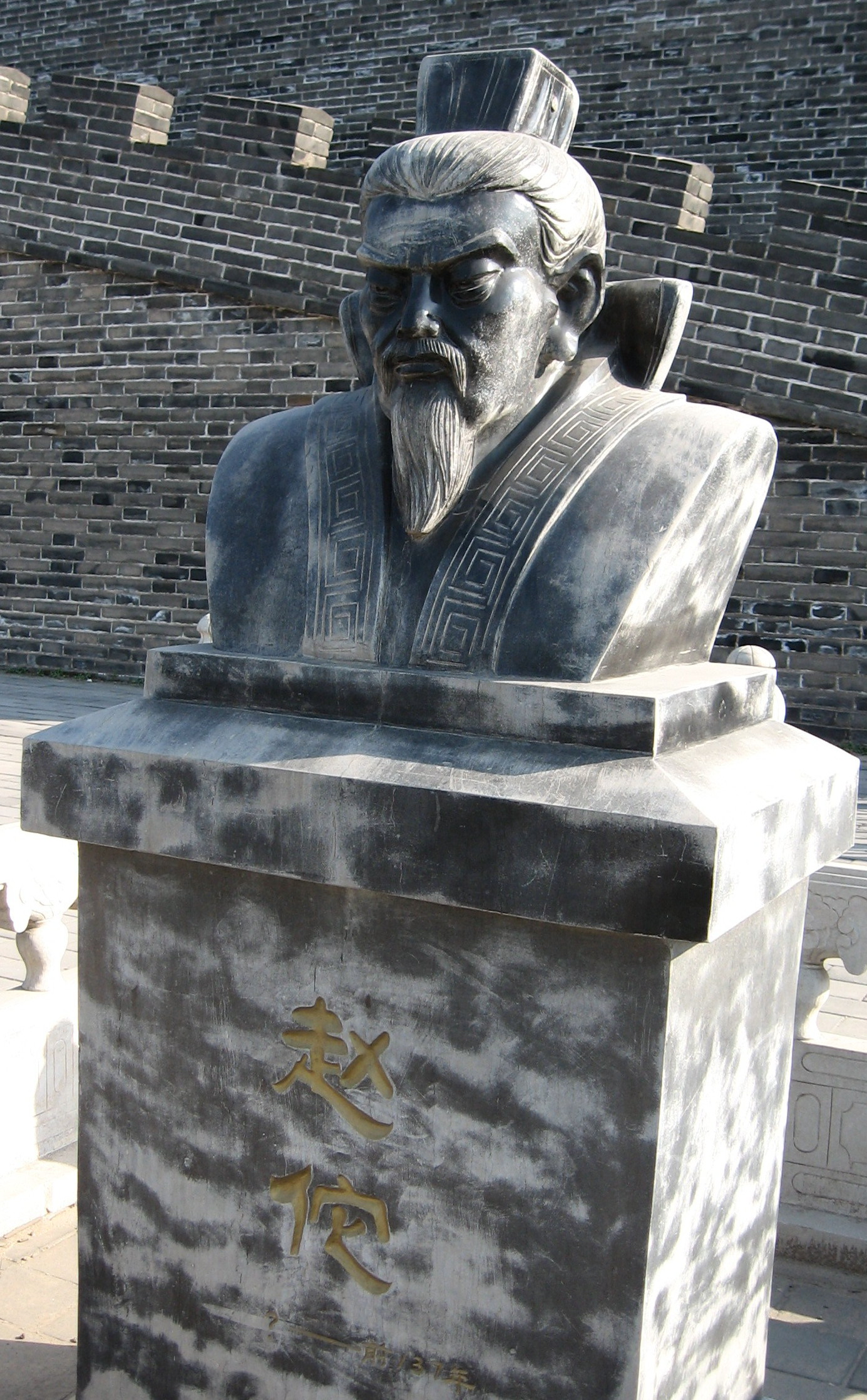
Чьеу Ву-де 207 до н.э.—137 до н.э. Император Намвьета
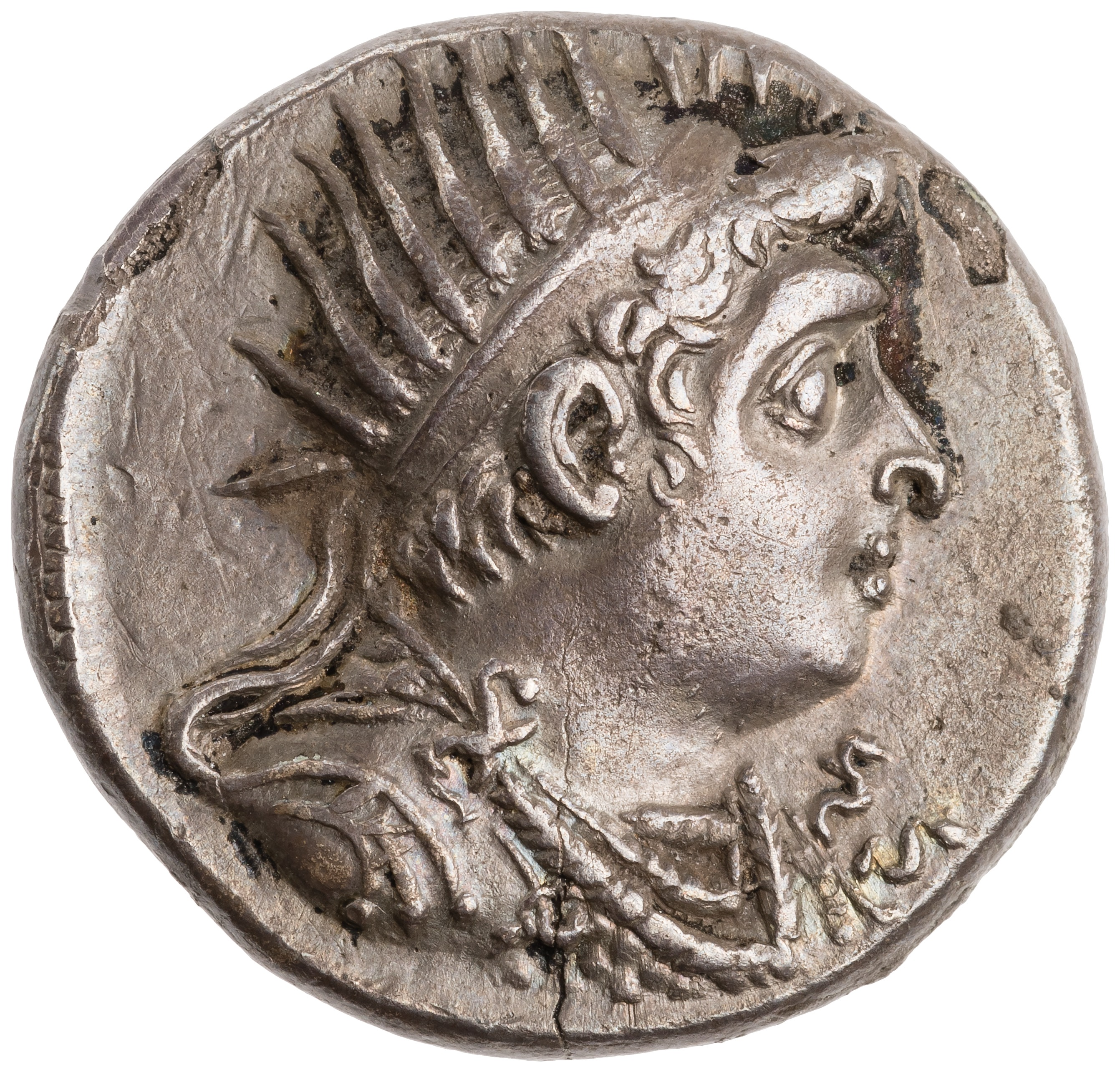
Птолемей VIII Эвергет 163 до н.э.—145 до н.э. Царь Киренаики
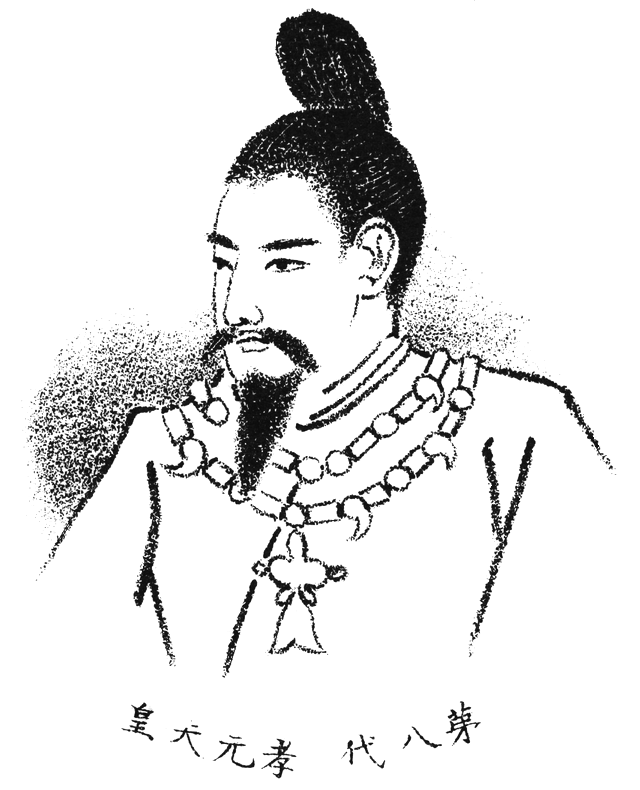
Когэн 214 до н.э.—158 до н.э. Император Японии